# Hydroglyphus socotraensis
Hydroglyphus socotraensis är en skalbaggsart som beskrevs av Wewalka 2004. Hydroglyphus socotraensis ingår i släktet Hydroglyphus och familjen dykare. Inga underarter finns listade i Catalogue of Life.